# Golfe de Cook
Pour les articles homonymes, voir Cook.
Le golfe de Cook, en anglais Cook Inlet, aussi appelé Nuti, est un golfe situé dans le Centre-sud de l'Alaska aux États-Unis. Il s'étend sur 288 kilomètres de longueur depuis l'Ouest du golfe d'Alaska - sur lequel il s'ouvre -  jusqu'à Anchorage. Il sépare la péninsule de Kenai, à l'est, des montagnes Chigmit, sur le continent. Le fond du golfe, au nord, se termine par deux estuaires, le Knik Arm et le Turnagain Arm, encadrant respectivement au nord et au sud la ville d'Anchorage.
Le golfe est dominé à l'ouest par la chaîne volcanique des Chigmit Mountains (une sous-chaîne de la chaîne aléoutienne) avec le mont Redoubt dont la dernière éruption remonte à 1989.

## Histoire

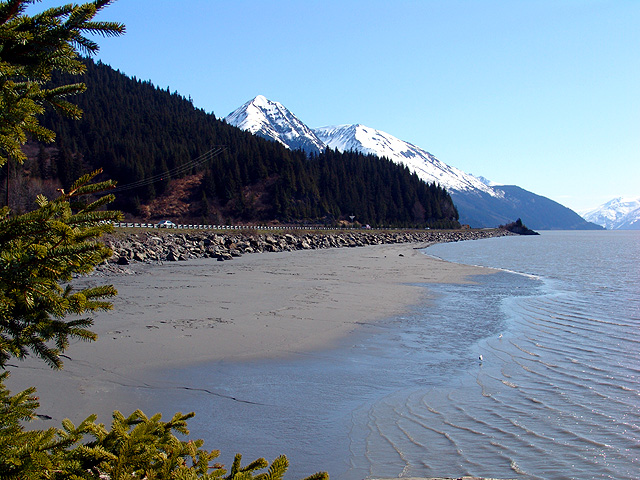
Turnagain Arm.

Le nom vient de la troisième et dernière expédition (1776-1779) de James Cook. Celui-ci explora en 1778 l'estuaire à la recherche du passage du Nord-Ouest. Mais la région était déjà connue des Russes, la compagnie Lebedev Lastochkin y avait même établi un poste de traite de fourrure sur le débouché de la rivière Kenai. Le nom de Cook fut donné à ce golfe lors de l'expédition de George Vancouver en 1794, Vancouver avait participé à l'expédition de Cook. Le nom de Turnagain Arm' (« Bras de l'Encore demi-tour »), donné par William Bligh (futur commandant du HMS Bounty et alors Sailing Master sur le navire de Cook), traduit bien les vaines tentatives de trouver ce fameux passage du nord-ouest lors de cette expédition.

## Population
La majeure partie de la population d'Alaska se trouve sur les bords du golfe de Cook, concentrée dans la région d'Anchorage et dans des communautés sur la péninsule de Kenai. La majeure partie du côté occidental de l'estuaire n'est pas connectée au système routier, et abrite le village de Tyonek  et plusieurs campements pétroliers.

## Ressources
Le bassin du golfe de Cook comprend de larges réserves de pétrole et de gaz dont plusieurs champs offshore. Ainsi en 2005, il y avait 16 plateformes dans le golfe de Cook, Il existe aussi de nombreux oléoducs ou gazoducs courant autour ou sous le golfe. La production de pétrole a commencé en 1960, elle a culminé à 90 millions de barils (12 millions de tonnes) en 1970, elle est aujourd'hui tombée à un niveau marginal de l'ordre de 6 millions de barils par an.
Beaucoup de ces pipelines se dirige vers la péninsule de Kenai où le gaz est utilisé pour la production de fertilisant agricole et pour une usine de gaz naturel liquéfié et vers Anchorage où le gaz est largement utilisé pour un usage domestique.
L'Alaska possède environ la moitié des réserves connues de charbon des États-Unis. En 2007, il existe un projet de creusement d'une grande mine de charbon (la Chuitna Coal Mine) sur le côté occidental du golfe  Cook près de la rivière Chuitna et la petite ville de Tyonek. American Rivers a placé la rivière Chuitna sur sa liste des dix rivières les plus menacées en 2007, à cause des menaces de ce projet de mine.

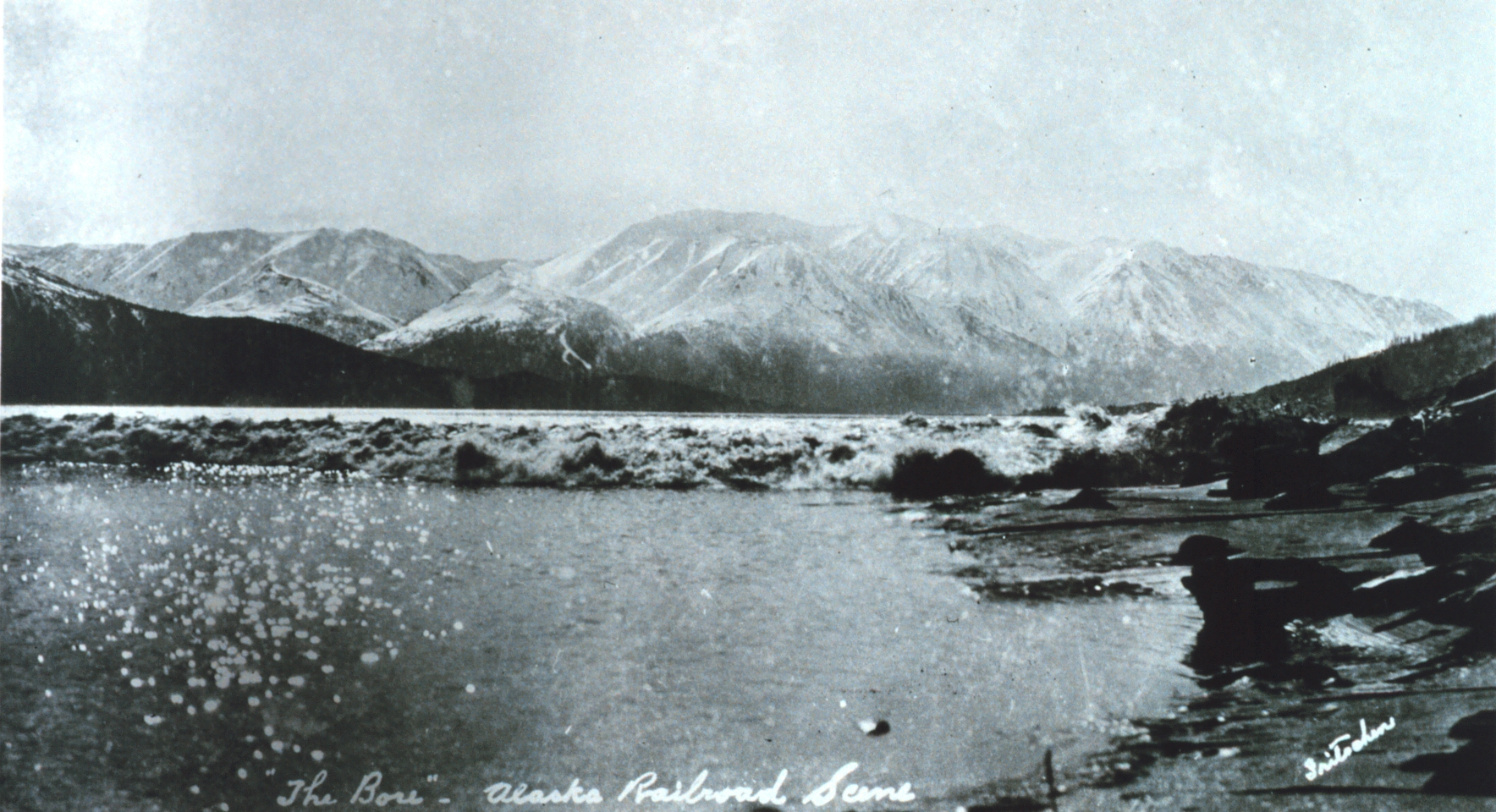
Le mascaret apparait comme un mur d'eau turbulente

Turnagain Arm est l'un des 60 rivières ou bras de mer dans le monde où se produit un mascaret. Ce mascaret fait plus deux mètres de haut et a une vitesse de 25 km/h lors des grandes marées de printemps. Turnagain Arm connait des marées de plus de dix mètres, plus grande marée d'Amérique après celles de la baie de Fundy au Canada. Le cycle naturel des marées océaniques de 12 heures et 25 minutes est proche de la fréquence de résonance naturelle de Turnagain Arm, qui renforce alors la marée, ressemblant alors au ballottement de l'eau dans une baignoire. Les fluctuations de marée dans le golfe en lui-même ne sont pas aussi extrêmes que dans l'étroit et peu profond Turnagain Arm, mais atteignent régulièrement huit mètres avec des courants de plus de cinq nœuds au plus fort des marées. Le golfe et les seux bras de mer sont vus comme des sites potentiellement attractifs pour l'énergie marémotrice.
Turnagain Arm et Knik Arm sont connus pour leur abondance de limon. A marée basse, la plupart des hauts des vasières sont émergées, rendant la navigation difficile. Historiquement, les bateaux conçus pour cette zone possédaient des fonds relativement plats, avec un bas centre de gravité et une absence de vraie quille car ils étaient amenés, volontairement ou non, à s'échouer à marée basse, leur permettant ainsi de supporter leur charge même échoués, sans dégâts sérieux pour leur structure. Ces bancs de vase sont dangereux pour les piétons, présentant des caractéristiques semblables aux sables mouvants. À cause de ces bancs, les navires de croisière s'arrêtent à Seward ou Whittier dans la baie du Prince-William et font transporter par bus ou train leurs passagers vers Anchorage. Cependant, plus de 95 % du fret entrant en Alaska arrivent par le port d'Anchorage, qui est desservi par les plus grandes compagnies maritimes de commerce.

## Écologie

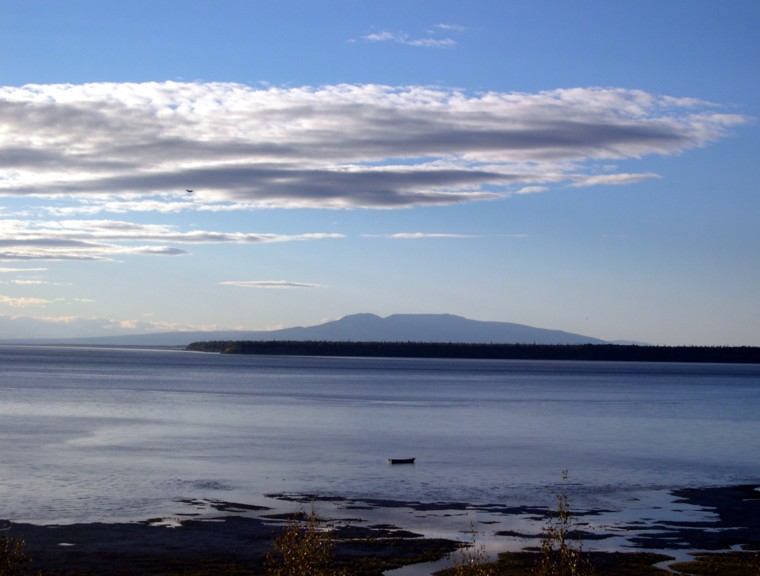
Vue sur le golfe de Cook à marée basse depuis le centre d'Anchorage, Alaska (Septembre 2005).

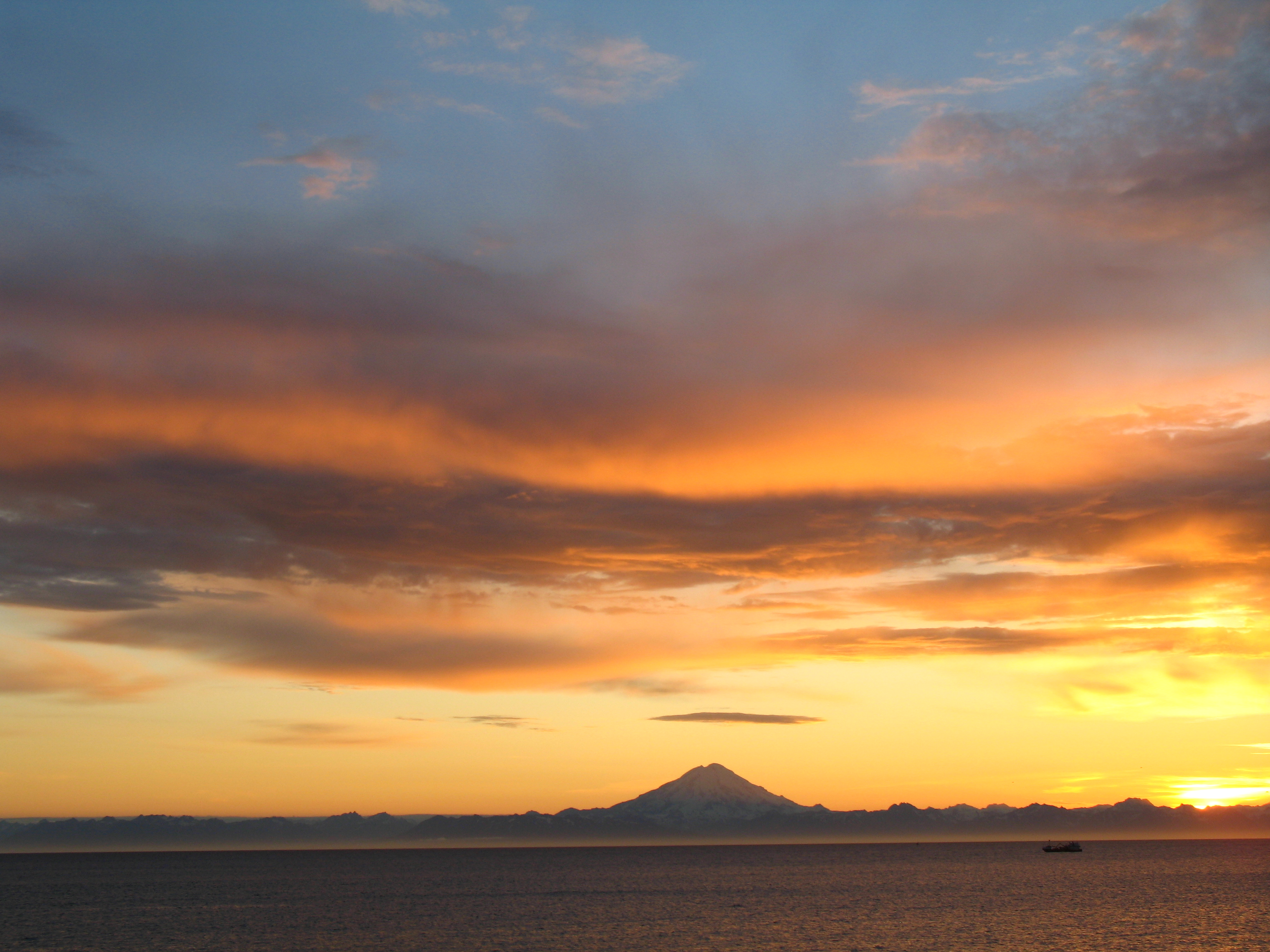
Soleil couchant sur le golfe de Cook.

Le béluga du golfe de Cook est génétiquement distinct et géographiquement isolé des autres populations de bélugas. La population dans le golfe est tombée à 400 individus à cause de la chasse par les populations aborigènes, même si cela a été récemment remis en doute,.
Les activités dans le golfe de Cook Inlet dont la pêche commerciale, le développement des activités pétrolières et gazières, les décharges municipales, le bruit des avions et des navires, le trafic maritime et le tourisme sont aussi probablement responsables de cette baisse, même si cet impact n'est pas mesuré.  
En 2000, l’US National Marine Fisheries Service lista le béluga du golfe de Cook comme une espèce en voie d'épuisement et lança un plan de conservation.
Le Coastal Marine Institute de l'École Fairbanks des Pêches et des Sciences océaniques de l'Université d'Alaska travailla avec le service de gestion minière du département américain de l'Intérieur et commença un projet sur trois ans en 2003, centré sur la circulation des eaux dans le golfe.

## Crédit d'auteurs
- (en) Cet article est partiellement ou en totalité issu de l’article de Wikipédia en anglais intitulé « Cook Inlet » (voir la liste des auteurs).